# Sony Open Tennis 2013
Sony Open 2013 — ежегодный профессиональный теннисный турнир, в 29-й раз проводившийся в Ки-Бискейне, Майами на открытых хардовых кортах. Мужской турнир имеет категорию ATP Masters 1000, а женский — WTA Premier Mandatory. Майамский турнир продолжает сезон турниров на харде. Соревнования были проведены на кортах Tennis Center at Crandon Park с 18 по 31 марта 2013 года.
Прошлогодними чемпионами являются:
- мужчины одиночки —  Новак Джокович
- женщины одиночки —  Агнешка Радваньская
- мужчины пары —  Леандер Паес /  Радек Штепанек
- женщины пары —  Мария Кириленко /  Надежда Петрова

## Соревнования

### Мужчины. Одиночный турнир
Энди Маррей обыграл  Давида Феррера со счётом 2-6, 6-4, 7-61.
- Маррей выигрывает 2й титул в сезоне и 26й за карьеру в основном туре ассоциации.
- Феррер уступает 2й финал в сезоне и 17й за карьеру в основном туре ассоциации.

### Женщины. Одиночный турнир
Серена Уильямс обыграла  Марию Шарапову со счётом 4-6, 6-3, 6-0.
- Уильямс выиграла 2й титул в сезоне и 48й за карьеру в туре ассоциации.
- Шарапова уступила 1й финал в сезоне и 20й за карьеру в туре ассоциации.

### Мужчины. Парный турнир
Айсам-уль-Хак Куреши /  Жан-Жюльен Ройер обыграли  Мариуша Фирстенберга /  Марцина Матковского со счётом 6-4, 6-1.
- Куреши выигрывает 1й титул в сезоне и 8й за карьеру в основном туре ассоциации.
- Ройер выигрывает 1й титул в сезоне и 8й за карьеру в основном туре ассоциации.

### Женщины. Парный турнир
Надежда Петрова /  Катарина Среботник обыграли  Лизу Реймонд /  Лору Робсон со счётом 6-1, 7-62.
- Петрова выигрывает 2й титул в сезоне и 23й за карьеру в туре ассоциации.
- Среботник выигрывает 2й титул в сезоне и 32й за карьеру в туре ассоциации.